# Eduard Brzorád (1857–1903)
Eduard Brzorád (8. prosince 1857 Německý Brod – 18. listopadu 1903 Německý Brod) byl český politik, poslanec Českého zemského sněmu, Říšské rady a starosta Německého Brodu.

## Životopis
Narodil se jako nejmladší dítě a jediný syn Eduard Brzoráda (1820–1898) a jeho manželky Marie, dcery Eduarda šl. Křivánka.
Studoval Karlo-Ferdinandovu univerzitu v Praze, kde roku 1880 získal titul doktora práv. Od roku 1883 působil jako advokát v rodném Německém Brodě. Byl aktivní ve veřejném životě. Působil jako jeden z předsedů Akademického čtenářského spolku, byl členem výboru Ústřední matice školské. Předsedal německobrodské organizaci Sokola.
Stejně jako jeho otec Eduard Brzorád starší, který dlouhodobě zastával post okresního starosty na Německobrodsku, vstoupil i mladý Eduard Brzorád do politiky (sám také později byl okresním starostou, stejně jako starostou města Německý Brod). Byl členem mladočeské strany. Po tři roky působil jako tajemník jejího klubu. Profiloval se jako táborový řečník. Ve volbách roku 1891 se stal poslancem Říšské rady (celostátní zákonodárný sbor), kde zastupoval kurii venkovských obcí, obvod Německý Brod, Polná atd. Mandát obhájil za stejný okrsek i ve volbách roku 1897 a volbách roku 1901. Ve vídeňském parlamentu setrval do své smrti roku 1903. Pak ho na poslaneckém křesle vystřídal František Staněk.
V letech 1892–1903 byl i poslancem Českého zemského sněmu. Byl sem zvolen za kurii venkovských obcí v obvodu Ledeč a Dolní Kralovice, poprvé v doplňovacích volbách v říjnu 1892 poté, co rezignoval poslanec Robert Hruš.
Do zemského sněmu i Říšské rady nastupoval v době vrcholící agitace mladočechů proti plánu na česko-německé vyrovnání v Čechách (takzvané punktace), které mladočeská strana označovala za výhodné pouze pro Němce. Na kritice punktací mladočeši založili svůj volební úspěch a i v následujících letech jejich zástupci odmítali realizaci punktací. Když se v květnu 1893 na zemském sněmu projednával návrh na zřízení krajského soudu v Trutnově, kterým by německé etnikum na severovýchodě Čech získalo soudní obvod oddělený od českého vnitrozemí, účastnil se Brzorád radikálních mladočeských obstrukcí a v protokolu z jednání se dokonce uvádí, že „poslanec Brzorád sebral akta na stole a mrštil jimi proti zpravodaji Funkovi...“ Když se v roce 1896 mladočeská strana v Říšské radě během projednávání takzvané Badeniho volební reformy, která výrazně rozšiřovala volební právo, ale zachovávala kuriový systém a tedy nerovnost voličských hlasů, názorově rozdělila, Brzorád patřil mezi 15 mladočeských poslanců, kteří odmítli vládní předlohu podpořit. V rámci strany tehdy reprezentoval radikální nacionalistické křídlo, proti kterému vystupovali umírnění mladočeši, které vedl Josef Kaizl.
Již v roce 1894, mluvil v Budapešti proti militarismu, pro všeobecné odzbrojení i mezinárodní dohodu k vyřizování všech konfliktů. Roku 1896 navrhl na vídeňském parlamentu zřízení rozhodčího soudu mocnostmi místo válek.
Zemřel na zánět ledvin v roce 1903. Pohřeb se konal 21. listopadu 1903 v Německém Brodě. Roku 2024 byl jeho hrob zařazen mezi Významné hroby na hřbitově u sv. Vojtěcha a opatřen medailonkem.

## Rodina
V listopadu roku 1899 se oženil s telegrafistkou Vlastou Mayerovou (1876–1946). Z manželství vzešli synové Jaromír (1900–1968) a Eduard (1903–1963), který se narodil šestnáct dní před Eduardovou smrtí.
Jaroslav Kratochvíl, syn jeho sestry Karolíny, byl protektorátním ministrem průmyslu.